# 青山垅水库
青山垅水库（或者青山城水库）是中国湖南省郴州市永兴县境内的一座水库，位于洣水支流永乐江上，建于1971年。水库正常库容为8575万立方米，集雨面积为450平方千米，海拔为243.8米。